# Victor Frankenstein (película)
Victor Frankenstein es una película de terror basada en adaptaciones contemporáneas de la novela de Mary Shelley de 1818 Frankenstein. La película fue estrenada por 20th Century Fox el 27 de noviembre de 2015. Su director es Paul McGuigan y el guion está escrito por Max Landis; los protagonistas son Daniel Radcliffe, en el papel del jorobado Igor, y James McAvoy, como el científico Victor Frankenstein.

## Argumento
Igor (Daniel Radcliffe) es un payaso de un circo londinense, maltratado físicamente y psicológicamente por sus compañeros de troupe. Pero Igor es también un entusiasta de la ciencia, un estudioso de medicina, que tras el dramático accidente de la bella trapecista Lorelei (Jessica Brown Findlay), cambiará el rumbo de su vida cuando conozca y sea rescatado por Victor Frankenstein (James McAvoy).
Será el joven doctor quien revele su sabiduría. Nacerá entonces una fuerte amistad, también algo tóxica, cuando Igor se convierta en asistente de Victor. Y es que, en los ambiciosos planes del doctor Frankenstein para devolver la vida a un cuerpo inerte a través de la ciencia, Igor será una parte esencial para cumplir su objetivo, además de ser también la voz de la conciencia para este científico desesperado por crear vida.

## Reparto
- James McAvoy como Victor Frankenstein.[1]
- Daniel Radcliffe como Igor.[1]
- Spencer Wilding como El monstruo/Henry
- Jessica Brown-Findlay como Lorelei.[2]
- Andrew Scott como Roderick Turpin.[3]
- Mark Gatiss como Dettweiler.[4]

## Producción
El proyecto fue anunciado por primera vez por 20th Century Fox en 2011 con Max Landis anunciado a escribir el guion. En septiembre de 2012, se anunció que Paul McGuigan dirigiría la película. Daniel Radcliffe también inició conversaciones para unirse a la película ese mes y se unió oficialmente al elenco como Igor en marzo de 2013. En julio de 2013, James McAvoy se unió al reparto para personificar a Victor Frankenstein. En septiembre de 2013, Jessica Brown Findlay se unió al elenco de la película.
En octubre de 2013, la fecha de lanzamiento de la película se retrasó del 17 de octubre de 2014 al 16 de enero de 2015. En marzo de 2014, la película fue pospuesta de nuevo hasta el 27 de noviembre de 2015. El rodaje se llevó a cabo en su mayoría en el Reino Unido, con la filmación bajo techo en Longcross y Twickenham Film Studios, y el rodaje de exteriores en Chatham Historic Dockyard. El rodaje comenzó el 25 de noviembre de 2013 y terminó el 20 de marzo de 2014.